# Гладковичі
Гла́дковичі — село в Україні, адміністративний центр Гладковицької сільської територіальної громади Коростенського району Житомирської області. Чисельність населення становить 1 763 особи (2001). В минулому — волосний центр Гладковицької волості, у 2923—2020 роках — адміністративний центр колишньої однойменної сільської ради.

## Загальна інформація
Розташоване на річці Грезля, за 5 км північно-східніше Овруча та за 5 км від залізничної станції Овруч, за 0,5 км від автодороги Овруч—Київ.

## Населення
За довідником 1885 року в селі мешкало 480 осіб, налічувалося 91 дворове господарство.
Відповідно до результатів перепису населення Російської імперії 1897 року, загальна кількість мешканців становила 877 осіб, з них: православних — 855, чоловіків — 437, жінок — 440.
Наприкінці 19 століття в селі налічувалося 712 жителів, дворів — 130, у 1906 році — 830 мешканців, дворів — 133, у 1923 році — 1 198 мешканців, дворів — 240.
На початок 1970-х років село мало 921 двір із населенням 2 749 осіб.
Відповідно до результатів перепису населення СРСР, кількість населення станом на 12 січня 1989 року становила 2 178 осіб. Станом на 5 грудня 2001 року, відповідно до перепису населення України, кількість мешканців села становила 1 763 особи.

### Мова
Розподіл населення за рідною мовою за даними перепису 2001 року:
| Мова                | Кількість | Відсоток |
| ------------------- | --------- | -------- |
| українська          | 1744      | 98.92 %  |
| російська           | 12        | 0.68 %   |
| румунська           | 3         | 0.17 %   |
| білоруська          | 1         | 0.06 %   |
| німецька            | 1         | 0.06 %   |
| інші/не визначилися | 2         | 0.11 %   |
| Усього              | 1763      | 100 %    |

## Історія
Біля села виявлено слов'янський курганний могильник VI—VII століть та два давньоруські могильники X—ХІТ століть, знайдено скарб золотих візантійських монет.
У 1508 році королем Сигізмундом село надане у власність Сенькові Полозовичу. У 1545 році село згадується як власність князя Дмитра Сенського, зятя Сенька Полозовича, в описі Овруцького замку з переліком приписаних до нього міщан, селян, боярів та земель, їх повинностей та податей на користь замку. Тоді в селі було 11 потугів, 22 дими, з яких князь платив 2 копи 10 грошів та 25 відер меду. В селі було дві пустовщини: Фосниці, з якої платили з 3 димів, 1 службу, 15 грошів та 2 відра меду, та Злобицька. Вдова князя Дмитра вийшла за князя Друцького-Віденицького, внаслідок чого добра з рукою княгині перейшли до Харленських. У 1581 році київський підкоморій Щенсний-Харленський вносив із села від 4 осілих, 2 загородників та 1 коморника, у 1628 році нащадок Андрія Пересецького платив із села від 6 димів та 2 городників.
Також згадане у скарзі від 5 вересня 1704 року дворянина Казиміра Прушинського на дворянина Тодора Павшу, тодішнього власника села Гладковичі, який змушував кількох селян Прушинського працювати у Гладковичах. Згадується в акті від 20 березня 1705 року, в переліку збитків, понесених власником села овруцьким підстолієм Тодором Павшею, під час будівництва залізоплавильного заводу в Рудні-Медвежанській. Зазначається, що серед працівників цього заводу були й гладковицькі селяни. У скарзі від 9 вересня 1750 року Пінської єзуїтської колегії на управителів Гладкович дворян Івана Качинського та Петра Галензовського згадане як село, що було власністю київського хорунжого Павші. Згадується у люстрації Київського воєводства 1754 року, власники сплачували подимне з 33 дворів.
За довідником 1885 року — колишнє державне село Гладковицької волості Овруцького повіту Волинської губернії. Лежало на річці Грезля, за 5 верст від повітового міста, були церковна парафія, заїзд, аптека, волосне правління.
Наприкінці 19 століття — село Гладковицької волості Овруцького повіту Волинської губернії. Розміщувалося на річці Грезля, за 125 верст від Житомира, за 5 верст від Овруча, де знаходилася також найближча до села поштова станція, за 183 версти від найближчої залізничної станції в Києві. Було народне училище. Дерев'яну, з такою ж дзвіницею, покритою бляхою церкву збудовано невідомо коли й ким, міцна. Копії метричних книг зберігалися з 1806 року. Землі при церкві понад 88 десятин. Церковна парафія належала до першого благочинного округу Овруцького повіту. До парафії входили населені пункти Боговичі (5 верст), Кам'янка (10 верст), Буда-Лична (7 верст), Решів (30 верст). У 1886 році було дворів 201, вірян 1 566 осіб обох статей, римокатоликів — 3 особи жіночої статі. Сусідня парафія — с. Чернігів, за 5 верст.
У 1906 році — село Гладковицької волості (1-го стану) Овруцького повіту Волинської губернії. Відстань до повітового центру м. Овруч становила 5 верст. Поштове відділення — Овруч.
У 1923 році включене до складу новоствореної Гладковицької сільської ради, яка 7 березня 1923 року увійшла до складу новоутвореного Овруцького району Коростенської округи; адміністративний центр ради. Розміщувалося за 5 верст від районного центру м. Овруча.
На фронтах Другої світової війни воювали 900 селян, 765 з них нагороджені орденами й медалями, 300 загинули. На їх честь у 1965 році встановлено обеліск Слави.
В радянські часи в селі розміщувалася центральна садиба колгоспу, який обробляв 4 217 га земель, в тому числі 2 206 га — рілля. Господарство вирощувало зернові культури, льон, картоплю, розвивали м'ясо-молочне тваринництво. Були млин, пилорама. На базі господарства діяла школа інтенсивної відгодівлі великої рогатої худоби. 100 колгоспників нагороджені орденами й медалями СРСР, серед них голову колгоспу Г. Ф. Халимончука — орденом Трудового Червоного Прапора, бригадира А. А. Ковальчука, ланкового О. Т. Івашка, скотаря А. Ф. Латаша — орденом Леніна.
У селі були восьмирічна школа, будинок культури, клуб, бібліотека, фельдшерсько-акушерський пункт, дитячий садок.
12 червня 2020 року, відповідно до розпорядження Кабінету Міністрів України № 711-р «Про визначення адміністративних центрів та затвердження територій територіальних громад Житомирської області», територію та населені пункти Гладковицької сільської ради Овруцького району включено до складу Гладковицької сільської територіальної громади Коростенського району Житомирської області.